# Flaviano Coutinho
Flaviano Ribeiro Coutinho Filho (João Pessoa, PB, 11 de junho de 1934 — Paris, França, 12 de junho de 1986) foi um advogado, empresário e político brasileiro, outrora deputado federal pela Paraíba.

## Biografia
Filho de Flaviano Ribeiro Coutinho e Celeste Teixeira Ribeiro Coutinho. Em 1964 bacharelou-se em História e Geografia pela Universidade Federal da Paraíba e em Filosofia pela Universidade do Estado do Rio de Janeiro em 1966 e no ano seguinte graduou-se advogado na Universidade Federal de Pernambuco, além de ter feito um curso no Instituto Superior de Estudos Brasileiros.
Sua carreira política começou na UDN ao eleger-se deputado estadual pela Paraíba em 1958 e por esta legenda conquistou um mandato de deputado federal em 1962, alternando a vida parlamentar com seus cursos de graduação. Migrou à ARENA quando o Regime Militar de 1964 outorgou o bipartidarismo através do Ato Institucional Número Dois sendo reeleito em 1966. Sua última incursão política aconteceu ao eleger-se suplente de senador na chapa de Milton Cabral em 1970. A partir de então dedicou-se à iniciativa privada como diretor de empresas de sua família no ramo sucroalcooleiro e a empreendimentos agropecuários. 
Faleceu em Paris durante uma viagem turística em companhia de sua esposa.

## Família
Parente de João Úrsulo, Renato Ribeiro Coutinho (deputados federais pela Paraíba) e Odilon Ribeiro Coutinho (deputado federal pelo Rio Grande do Norte), além de Flávio Ribeiro Coutinho, eleito governador da Paraíba em 1955 e irmão de Marcus Odilon Ribeiro Coutinho, deputado estadual pela Paraíba.